# Nederlandse kampioenschappen zwemmen 2007
De Nederlandse Kampioenschappen Zwemmen 2007 (langebaan) werden gehouden van 1 tot en met 3 juni 2007 in het Sloterparkbad in Amsterdam.

## Podia

### Mannen
| Onderdeel            | Goud                                                                                 | Goud       | Zilver                                                                           | Zilver   | Brons                                                                            | Brons    |
| -------------------- | ------------------------------------------------------------------------------------ | ---------- | -------------------------------------------------------------------------------- | -------- | -------------------------------------------------------------------------------- | -------- |
| Vrije Slag           |                                                                                      |            |                                                                                  |          |                                                                                  |          |
| 50 m                 | Pieter van den Hoogenband Eiffel Swimmers PSV                                        | 22.93      | Bas van Velthoven De Dolfijn                                                     | 23.21    | Stefan Oosting Eiffel Swimmers PSV                                               | 23.23    |
| 100 m                | Pieter van den Hoogenband Eiffel Swimmers PSV                                        | 49.47      | Stefan Oosting Eiffel Swimmers PSV                                               | 50.56    | Bas van Velthoven De Dolfijn                                                     | 50.58    |
| 200 m                | Pieter van den Hoogenband Eiffel Swimmers PSV                                        | 1:47.77    | Stefan Oosting Eiffel Swimmers PSV                                               | 1:50.85  | Sebastiaan Verschuren Aquarijn                                                   | 1:52.21  |
| 400 m                | Sebastiaan Verschuren Aquarijn                                                       | 3:58.41    | Olaf Wildeboer Eiffel Swimmers PSV                                               | 3:59.49  | Arjen van der Meulen DZ&PC                                                       | 4:00.23  |
| 800 m                | Job Kienhuis De Dinkel                                                               | 8:26.67    | Erik Schröder TriVia                                                             | 8:44.31  | Jorrit Visser DZ&PC                                                              | 8:48.02  |
| 1.500 m              | Sebastiaan Verschuren Aquarijn                                                       | 15:46.89   | Arjen van der Meulen DZ&PC                                                       | 15:54.22 | Alex Schelvis MNC Dordrecht                                                      | 16:04.38 |
| Rugslag              |                                                                                      |            |                                                                                  |          |                                                                                  |          |
| 50 m                 | Nick Driebergen De Dolfijn                                                           | 26.11 CR   | John Keetman Eiffel Swimmers PSV                                                 | 26.97    | Merijn Ellenkamp WWV                                                             | 27.08    |
| 100 m                | Nick Driebergen De Dolfijn                                                           | 54.80 NR   | John Keetman Eiffel Swimmers PSV                                                 | 57.46    | Merijn Ellenkamp WWV                                                             | 59.37    |
| 200 m                | Nick Driebergen De Dolfijn                                                           | 1:59.26 NR | John Keetman Eiffel Swimmers PSV                                                 | 2:04.23  | Henk van Niejenhuis De Dolfijn                                                   | 2:08.66  |
| Schoolslag           |                                                                                      |            |                                                                                  |          |                                                                                  |          |
| 50 m                 | Lennart Stekelenburg Eiffel Swimmers PSV                                             | 28.76      | Thijs van Valkengoed WVZ                                                         | 29.13    | Mans Broekgaarden DWK                                                            | 29.68    |
| 100 m                | Thijs van Valkengoed WVZ                                                             | 1:02.97    | Lennart Stekelenburg Eiffel Swimmers PSV                                         | 1:03.84  | Mans Broekgaarden DWK                                                            | 1:05.47  |
| 200 m                | Lennart Stekelenburg Eiffel Swimmers PSV                                             | 2:18.08    | Thijs van Valkengoed WVZ                                                         | 2:20.09  | Jaap v/d Vegte DZ&PC                                                             | 2:20.89  |
| Vlinderslag          |                                                                                      |            |                                                                                  |          |                                                                                  |          |
| 50 m                 | Pieter van den Hoogenband Eiffel Swimmers PSV                                        | 24.05      | Robin van Aggele Zwemlust-den Hommel                                             | 24.41    | Bastiaan Tamminga Eiffel Swimmers PSV                                            | 24.63    |
| 100 m                | Pieter van den Hoogenband Eiffel Swimmers PSV                                        | 54.22      | Joeri Verlinden Eiffel Swimmers PSV                                              | 54.50    | Bastiaan Tamminga Eiffel Swimmers PSV                                            | 55.53    |
| 200 m                | Joeri Verlinden Eiffel Swimmers PSV                                                  | 2:02.38    | Alex Schelvis MNC Dordrecht                                                      | 2:08.23  | Raymond van de Merwe WVZ                                                         | 2:08.40  |
| Wisselslag           |                                                                                      |            |                                                                                  |          |                                                                                  |          |
| 200 m                | Robin van Aggele Zwemlust-den Hommel                                                 | 2:01.35 CR | Sander Karssen DWK                                                               | 2:06.34  | Bram Dekker ZCValkenburg                                                         | 2:09.01  |
| 400 m                | Robin van Aggele Zwemlust-den Hommel                                                 | 4:26.71    | Sander Karssen DWK                                                               | 4:32.37  | Davy Verreussel Hellas-Glana                                                     | 4:36.59  |
| Vrije slag estafette |                                                                                      |            |                                                                                  |          |                                                                                  |          |
| 4×100 m              | De Aquaflippers Casper Hut Rory Bob de Haan Sebastiaan Bakker Rudy Ted de Haan       | 3:31.84    | De Dolfijn Joost Krommenhoek Nick Driebergen Kai Pardieck Remko de Jong          | 3:32.83  | Zwemlust-den Hommel Marvin Kruin Mark Moussa Martijn van Buuren Robin van Aggele | 3:35.92  |
| 4×200 m              | DWK Joran Barends Felix Broekhuizen Nick van Gemert Sander Karssen                   | 7:55.88    | Zwemlust den-Hommel Marvin Kruin Martijn van Buuren Mark Moussa Robin van Aggele | 8:00.77  | WVZ Marcel Thijsse Sander Smeets Raymond van der Merwe Martijn Smeets            | 8:02.23  |
| Wisselslag estafette |                                                                                      |            |                                                                                  |          |                                                                                  |          |
| 4×100 m              | Eiffel Swimmers PSV John Keetman Lennart Stekelenburg Joeri Verlinden Stefan Oosting | 3:43.72    | De Dolfijn Nick Driebergen Danny van Zoen Remko de Jong Stefan de Die            | 3:54.48  | DWK Sander Karssen Mans Broekgaarden Felix Broekhuizen Joran Barends             | 3:55.49  |

### Vrouwen
| Onderdeel            | Goud                                                                              | Goud        | Zilver                                                                                | Zilver   | Brons                                                                                  | Brons    |
| -------------------- | --------------------------------------------------------------------------------- | ----------- | ------------------------------------------------------------------------------------- | -------- | -------------------------------------------------------------------------------------- | -------- |
| Vrije Slag           |                                                                                   |             |                                                                                       |          |                                                                                        |          |
| 50 m                 | Ranomi Kromowidjojo TriVia                                                        | 25.47       | Chantal Groot De Dolfijn                                                              | 25.67    | Saskia de Jonge 't Tolhekke                                                            | 26.04    |
| 100 m                | Inge Dekker Eiffel Swimmers PSV                                                   | 54.39       | Chantal Groot De Dolfijn                                                              | 55.96    | Ranomi Kromowidjojo TriVia                                                             | 56.03    |
| 200 m                | Inge Dekker Eiffel Swimmers PSV                                                   | 1:59.43     | Linda Bank De Dolfijn                                                                 | 2:01.79  | Femke Heemskerk De Dolfijn                                                             | 2:02.51  |
| 400 m                | Inge Dekker Eiffel Swimmers PSV                                                   | 4:15.25     | Linda Bank De Dolfijn                                                                 | 4:18.19  | Femke Heemskerk De Dolfijn                                                             | 4:22.19  |
| 800 m                | Maaike Waaijer Eiffel Swimmers PSV                                                | 9:05.71     | Linsy Heister Eiffel Swimmers PSV                                                     | 9:09.64  | Marion van den Berg DWK                                                                | 9:12.57  |
| 1.500 m              | Maaike Waaijer Eiffel Swimmers PSV                                                | 17:30.74    | Marion van den Berg DWK                                                               | 17:50.18 | Vera van den Berg Het Y                                                                | 17:55.79 |
| Rugslag              |                                                                                   |             |                                                                                       |          |                                                                                        |          |
| 50 m                 | Hinkelien Schreuder Eiffel Swimmers PSV                                           | 29.37       | Marleen Veldhuis Eiffel Swimmers PSV                                                  | 29.56    | Lenneke van Schaik De Dolfijn                                                          | 30.35    |
| 100 m                | Marleen Veldhuis Eiffel Swimmers PSV                                              | 1:03.44     | Mariët Koster DZ&PC                                                                   | 1:04.29  | Evy Witlox DWK                                                                         | 1:04.94  |
| 200 m                | Wendy van der Zanden Eiffel Swimmers PSV                                          | 2:18.48     | Evy Witlox DWK                                                                        | 2:19.47  | Mariët Koster DZ&PC                                                                    | 2:20.23  |
| Schoolslag           |                                                                                   |             |                                                                                       |          |                                                                                        |          |
| 50 m                 | Moniek Nijhuis OZ&PC                                                              | 31.93 NR    | Tessa Brouwer De Dolfijn                                                              | 33.14    | Jolijn van Valkengoed De Dolfijn                                                       | 33.17    |
| 100 m                | Moniek Nijhuis OZ&PC                                                              | 1:10.03 CR  | Jolijn van Valkengoed De Dolfijn                                                      | 1:11.31  | Margriet Zwanenburg DZ&PC                                                              | 1:12.60  |
| 200 m                | Moniek Nijhuis OZ&PC                                                              | 2:35.77     | Loes Zanderink De Dinkel                                                              | 2:36.08  | Margriet Zwanenburg DZ&PC                                                              | 2:36.26  |
| Vlinderslag          |                                                                                   |             |                                                                                       |          |                                                                                        |          |
| 50 m                 | Inge Dekker Eiffel Swimmers PSV                                                   | 26.40       | Marleen Veldhuis Eiffel Swimmers PSV                                                  | 26.57    | Lenneke van Schaik De Dolfijn                                                          | 27.68    |
| 100 m                | Inge Dekker Eiffel Swimmers PSV                                                   | 57.99       | Marleen Veldhuis Eiffel Swimmers PSV                                                  | 59.08    | Hinkelien Schreuder Eiffel Swimmers PSV                                                | 1:02.44  |
| 200 m                | Marleen Veldhuis Eiffel Swimmers PSV                                              | 2:16.04     | Manon van Rooijen De Dolfijn                                                          | 2:21.58  | Silke Oude Weernink De Dinkel                                                          | 2:22.37  |
| Wisselslag           |                                                                                   |             |                                                                                       |          |                                                                                        |          |
| 200 m                | Femke Heemskerk De Dolfijn                                                        | 2:17.67     | Lenneke van Schaik De Dolfijn                                                         | 2:20.93  | Jolijn van Valkengoed De Dolfijn                                                       | 2:21.04  |
| 400 m                | Rieneke Terink DWK                                                                | 5:01.16     | Lona Kroese De Dolfijn                                                                | 5:08.11  | Silke Oude Weernink De Dinkel                                                          | 5:09.04  |
| Vrije slag estafette |                                                                                   |             |                                                                                       |          |                                                                                        |          |
| 4×100 m              | De Dolfijn Manon van Rooijen Chantal Groot Linda Bank Femke Heemskerk             | 3:46.10 NRv | TriVia Eveline Hamstra Willemijn Knot Hedwig Kikkert Ranomi Kromowidjojo              | 3:53.25  | Zwemlust-den Hommel Ellen de Goeij Marloes Nieberg Saskia van der Wielen Elise Bouwens | 3:55.72  |
| 4×200 m              | De Dolfijn 1 Chantal Groot Linda Bank Femke Heemskerk Manon van Rooijen           | 8:12.74     | Zwemlust-den Hommel Elise Bouwens Marjolein Post Saskia van der Wielen Ellen de Goeij | 8:36.91  | De Dolfijn 2 Jolijn van Valkengoed Lenneke van Schaik Chrisje Moes Lona Kroese         | 8:37.07  |
| Wisselslag estafette |                                                                                   |             |                                                                                       |          |                                                                                        |          |
| 4×100 m              | De Dolfijn Lenneke van Schaik Jolijn van Valkengoed Chantal Groot Femke Heemskerk | 4:14.58     | TriVia Willemijn Knot Eveline Hamstra Hedwig Kikkert Ranomi Kromowidjojo              | 4:25.86  | Hoogeveen Mariët Koster Wendy van der Iest Aukje Jenster Charlotte Mol                 | 4:26.11  |

Legenda
- CR: Kampioenschapsrecord
- NR: Nederlands Record
- NRv: Nederlands Record Verenigingen
- NR18: Nederlands Record 18-jarigen